# Agrostis leioclada
Agrostis leioclada é uma espécie de gramínea do gênero Agrostis, pertencente à família Poaceae.